# Volkspetition
Eine Volkspetition ist ein Instrument der Bürgerbeteiligung. Sie ermöglicht den Bürgern, einen Gegenstand oder eine Gesetzesvorlage initiativ in ein Parlament einzubringen. Über die Frage der Annahme oder Ablehnung der Vorlage entscheidet das Parlament dann nach Beratung im Plenum in eigener Hoheit. Um eine Volkspetition zum Erfolg zu führen, also die Einbringung ins Parlament zu erwirken, müssen die Initiatoren der Petition eine bestimmte Zahl von Unterschriften Wahlberechtigter vorweisen. Charakteristisch für die Volkspetition ist, dass sie eine unverbindliche Anregung der Bevölkerung darstellt, aber nicht zu einem Volksentscheid führt, bei dem die Bürger selbst über Annahme oder Ablehnung der Vorlage entscheiden könnten.

## Begrifflichkeit

### Deutschland
Der Ausdruck Volkspetition ist in der Wissenschaft üblich, wird im allgemeinen Sprachgebrauch hingegen eher selten gebraucht und findet tatsächlich nur in Hamburg auch offiziell Verwendung (siehe Überblick der Verfahrensregeln unten). Dem Verfahren der Volkspetition entsprechende Instrumente finden sich aber unter anderem Namen in der überwiegenden Zahl von Gebietskörperschaften im deutschsprachigen Raum (d. h. in Deutschland, Österreich).

### Österreich
In Österreich entspricht auf Bundesebene das Volksbegehren dem Verfahren einer Volkspetition.

### EU
Auch die im Vertrag von Lissabon vorgesehene Europäische Bürgerinitiative ist eine Volkspetition. Da die EU über kein vollgültiges Parlament verfügt und die Gewaltenteilung nur eingeschränkt verwirklicht ist, richtet sich die Bürgerinitiative an die Exekutive, also die EU-Kommission. Die genaue verfahrenstechnische Ausgestaltung der Bürgerinitiative wird derzeit noch verhandelt.

## Überblick über die Verfahrensregelungen
In den deutschen Bundesländern Baden-Württemberg, Bayern, Brandenburg, Hessen, Saarland und Sachsen, sowie in der Bundesrepublik Deutschland auf gesamtstaatlicher Ebene gibt es kein der Volkspetition vergleichbares Verfahren.
| Volkspetitionen und ihre Ausgestaltung | Volkspetitionen und ihre Ausgestaltung | Volkspetitionen und ihre Ausgestaltung                                                                                            | Volkspetitionen und ihre Ausgestaltung                                        | Volkspetitionen und ihre Ausgestaltung                                        | Volkspetitionen und ihre Ausgestaltung                                        |
| Gebietskörperschaft                    | offizielle Bezeichnung                 | geregelt in | Themenausschluss                                                              | Unterschriftenquorum                                                          | Sammlungsfrist                                                                |
| -------------------------------------- | -------------------------------------- | --- | ----------------------------------------------------------------------------- | ----------------------------------------------------------------------------- | ----------------------------------------------------------------------------- |
| Berlin                                 | Volksinitiative                        | Art. 61 der Landesverfassung; §§ 1–9 des Abstimmungsgesetzes                                                                      | kein Themenausschluss                                                         | 20.000                                                                        | 6 Monate rückwirkend von der Einreichung                                      |
| Bremen                                 | Bürgerantrag                           | Art. 87 der Landesverfassung; §§ 1–7 des Bürgerantragsgesetzes                                                                    | Haushalt, Dienst- und Versorgungsbezüge, Abgaben und Personalentscheidungen   | 2 %                                                                           | keine Frist                                                                   |
| Hamburg                                | Volkspetition                          | Art. 28 und 29 der Landesverfassung; §§ 1–10 des Gesetzes über Volkspetitionen                                                    | kein Themenausschluss                                                         | 10.000                                                                        | keine Frist                                                                   |
| Mecklenburg-Vorpommern                 | Volksinitiative                        | Art. 59 der Landesverfassung; §§ 7–10 des Volksabstimmungsgesetzes; §§ 1–8 der Durchführungsverordnung zum VaG                    | Landeshaushalt, Abgaben, Besoldung                                            | 15.000                                                                        | keine Frist                                                                   |
| Niedersachsen                          | Volksinitiative                        | Art. 47 der Landesverfassung; 3–11 des Volksabstimmungsgesetzes; 62b–c der Geschäftsordnung des Landtages                         | kein Themenausschluss                                                         | 70.000                                                                        | 1 Jahr                                                                        |
| Nordrhein-Westfalen                    | Volksinitiative                        | Art. 67a der Landesverfassung; §§ 1–5 des VIVBVEG; § 1 der Durchführungsverordnung zum VIVBVEG                                    | kein Themenausschluss                                                         | 0,5 %                                                                         | 1 Jahr rückwirkend von der Einreichung                                        |
| Rheinland-Pfalz                        | Volksinitiative                        | Art. 107, 109a der Landesverfassung; § 60g–h des Landeswahlgesetzes; §§ 73–74 der Landeswahlordnung                               | Finanzfragen, Abgabengesetze, Besoldungsordnungen                             | 30.000                                                                        | 1 Jahr rückwirkend von der Einreichung                                        |
| Sachsen-Anhalt                         | Volksinitiative                        | Art. 80 der Landesverfassung; §§ 4–9 (PDF; 44 kB) des Volksabstimmungsgesetzes                                                    | keine Themenausschluss                                                        | 30.000                                                                        | keine Frist                                                                   |
| Thüringen                              | Bürgerantrag                           | Art. 82 (PDF; 6,1 MB) der Landesverfassung; §§ 7–8 des Gesetzes über Verfahren bei Bürgerantrag, Volksbegehren und Volksentscheid | kein Themenausschluss                                                         | 50.000                                                                        | 6 Monate                                                                      |
| Republik Österreich (Bund)             | Volksbegehren                          | Art. 41(2) des Bundes-Verfassungsgesetzes; §§ 1–24 des Volksbegehrensgesetzes                                                     | kein Themenausschluss                                                         | 100.000                                                                       | 1 Woche                                                                       |
| Europäische Union                      | Europäische Bürgerinitiative           | Zur genauen Ausgestaltung des Instruments siehe Europäische Bürgerinitiative.                                                     | Zur genauen Ausgestaltung des Instruments siehe Europäische Bürgerinitiative. | Zur genauen Ausgestaltung des Instruments siehe Europäische Bürgerinitiative. | Zur genauen Ausgestaltung des Instruments siehe Europäische Bürgerinitiative. |

Anmerkungen
1. ↑  Ein Bürgerantrag kann nicht nur für das Land Bremen, sondern auch für die Stadt Bremen eingereicht werden, siehe hierzu Einwohnerantrag.
2. 1 2 3  Eine erfolgreiche aber abgewiesene Volksinitiative die einen ausgearbeiteten Gesetzesentwurf enthält, kann Teil einer Volksabstimmung sein. Da diese aber mit niedrigeren Hürden alternativ auch über einen Antrag auf ein Volksbegehren eingeleitet werden kann, behält die Volksinitiative den Charakter einer Volkspetition.

## Praxis in Deutschland
Bis Ende 2012 wurden in den deutschen Bundesländern 49 Volkspetitionen eingeleitet. Die meisten Verfahren fanden in Niedersachsen (14) und Nordrhein-Westfalen (11) statt, gefolgt von Sachsen-Anhalt (8), Bremen (7), Hamburg (5) und Berlin (4).